# Palazzo Serracapriola
Der Palazzo Serracapriola ist ein Palast aus dem 18. Jahrhundert im Viertel Chiaia in Neapel in der italienischen Region Kampanien. Er liegt an der Riviera di Chiaia, 215, in der Nähe der Piazza San Pasquale.

## Geschichte
Ursprünglich gehörte der Palast, der vermutlich aus dem 18. Jahrhundert stammt, Antonio Maresca Donnoroso, Herzog von Serracapriola.
Der Palast wurde 1808 unter Leitung der Architekten Antonio de Simone und Francesco Maresca wiederaufgebaut. Dies war notwendig geworden, da ein Flügel des Gebäudes nach der Explosion einer 100-Pfund-Bombe am 30. Januar desselben Jahres eingestürzt war. Die dafür Verantwortlichen konnten nie gefunden werden. Im Palast lebte Antoine Christophe Saliceti, der Polizeiminister der napoleonischen Regierung, der bei diesem Anschlag leicht verletzt wurde.
1944 wurde er bei einem durch die US-amerikanischen Besatzer verursachten Brand erneut beschädigt und anschließend wieder repariert.

## Beschreibung
Einzigartig ist an der rechten Seite der rot gestrichenen Fassade die elegante Loggia, die im ersten Obergeschoss zwei Rundbögen hat und im zweiten Obergeschoss drei Fenster mit gemeinsamem Architrav. Das Gebäude hat zwei Innenhöfe; der zweite vermittelt den Zugang zum Garten hinter dem Palast.